# آيت رحو (عين الشكاك)
آيت رحو هي إحدى مشيخات المملكة المغربية، تتبع جغرافيا لإقليم صفرو وإداريًا لعين الشكاك. يقدر عدد سكانها بـ 7905 نسمة حسب الإحصاء الرسمي للسكان والسكنى لسنة 2004.